# Léonce d'Arles
Pour les articles homonymes, voir Léonce.
Léonce (c.415-† fin 484) est un archevêque d’Arles de la fin du Ve siècle.

## Biographie
On ne sait rien de Léonce jusqu’à son épiscopat. Grâce à Sidoine Apollinaire (né en 430) qui insiste sur "l’ancienneté de l’âge" de Léonce, on peut toutefois estimer que l'évêque d'Arles est probablement né autour de l'année 415.  
On ignore également même le temps précis auquel il fut élevé à la dignité d'évêque d'Arles, métropolitain des Cinq Provinces. 

- D’après certaines sources, il est ordonné évêque d’Arles après Augustal, en 456.
- Toutefois, pour la plupart des historiens, Léonce succède immédiatement à Ravennius, probablement en 461. En effet on sait  qu’il occupe ce siège avant le 25 janvier 462 et même le 19 novembre 461, d’après la lettre du pape Hilaire informant son ami l’évêque Léonce de sa promotion (19 novembre 461). On connaît également une autre lettre, celle écrite en février 462 par Léonce lui-même, sitôt qu’il eut appris par Concorde diacre de l’Église d’Arles, alors à Rome, l’élection d’Hilaire.

Cette correspondance montre que l’évêque d’Arles entretient très tôt des liens privilégiés avec celui qui devient pape sous le nom d’Hilaire. Léonce est également apprécié parmi ses contemporains : 
- par S. Sidoine qui loue son érudition et sa pureté de conscience,
- par Rurice de Limoges qui deviendra quelques années plus tard évêque de Limoges,
- et par Felix qui de Patrice, devient humble serviteur de J.C. et se  retire à Arles auprès du pieux évêque.

Il préside probablement de nombreux conciles, selon l’usage de l’époque ; l’Histoire en mentionne trois à Arles :
- celui de 462, à propos du diocèse de Narbonne,
- celui de 463 concernant le conflit de l'Église d'Arles avec l’évêque Mamert de Vienne,
- et celui de 474 qui condamne l’enseignement de Lucidus sur la prédestination.

Il est un acteur direct de la fin de l'"Empire Romain". Ainsi en 476, lors de la poussée wisigothique et arienne en Provence, il participe avec ses collègues évêques, Groecus de Marseille, Basile d'Aix et Fauste de Riez (abbé de Lérins lors du concile d'Arles de 453), aux négociations avec Euric à la demande de l’empereur Julius Népos. Les transactions  ayant échoué, Euric poursuit ses conquêtes en se rendant d'abord maître d'Arles et de Marseille, et de là toute la partie de la Provence en deçà de la Durance. 
Il paraît encore vivant en 483 durant l’exil de Fauste d’après une lettre de ce dernier au Patrice Felix qui demeure à cette date encore auprès de l'évêque d'Arles.
Toutefois il meurt probablement en 484, puisque que Rurice de Limoges nommé évêque de Limoges à peu près à cette époque (en 485), écrit sur la mort du même Léonce à Eone son successeur, sans prendre le titre d’évêque. En fait l’évêque Léonce ne disparait apparemment que sur la fin de 484, vers le même temps qu’Euric roi des Wisigoths. Car autant que l’on peut en juger par la lettre de nommé évêque de Limoges à peu près à cette époque (en 485), il n’y a pas d’intervalle considérable entre sa mort et l’élection d’Éon, son successeur.

### Sources
- Histoire littéraire de la France, Congrégation de Saint-Maur -  Tome II, p. 511-514; (Gallica)